# Последний замок (повесть)
«После́дний за́мок» (или «Последняя цитаде́ль»; англ. The Last Castle) — фантастическая повесть американского писателя Джека Вэнса, опубликованная в 1966 году. Произведение было удостоено престижных в жанре фантастики наград — премии Хьюго в номинации «лучшая короткая повесть» (1967 год) и премии «Небьюла» за лучшую повесть (1966 год). Повесть несколько раз переводилась на русский язык и неоднократно переиздавалась с 1992 года в составе сборников и антологий.

## Место действия
Сюжет повести разворачивается на Земле далекого будущего. Большинство людей давно расселились по Галактике, однако некоторые решили вернуться на родную планету, обустроив для себя комфортную жизнь с помощью завезенных с других планет рабов. Люди («джентльмены» и «леди») живут в нескольких замках довольно однообразной, строго регламентированной этикетом жизнью, полной изящных развлечений. Те люди, которые не приняли внутренние правила замков или же резко отличались от большинства своими убеждениями, организовывали собственные поселения за пределами замков и стали называться «Искупающими».
Жизнь замков обеспечивали классы инопланетных рабов, которых люди завезли на Землю несколько сотен лет назад и путём генетических вмешательств изменили их физиологию, лишив возможности питаться их естественной пищей, предложив вместо этого искусственно синтезированный питательный сироп. 
- Меки — существа гуманоидного типа, однако с существенными отличиями — вертикальной щелью рта, шипом-антенной на голове для связи с сородичами, ускоренной регенерацией. Обладают коллективным сознанием, долгое время люди не предполагали, что меки могут испытывать какие-либо эмоции. Использовались людьми для технических работ.
- Пейзаны — маленькие андроморфы, несклонные к насилию, физически не такие развитые, как меки. Использовались на более простых работах.
- Птицы — способные летать и разговаривать существа, излишне шумные, болтливые и любопытные. Использовались для связи между замками, перевозки людей и грузов по воздуху.
- Фаны — прекрасные существа женского пола, нежные и изящные, окруженные облаком некоего «газа», создающим вокруг их тел сияющую дымку. Из-за их привлекательности джентльмены использовали фанов в качестве любимых питомцев, пока с возрастом их красота не угасала, после чего их приспосабливали к черной работе.

Созданная по такому типу систему существовала стабильно около семисот лет до начала событий повести.

## Сюжет
Однажды услышав от одного из джентльменов, что всех рабов стоит отправить на их родные планеты, меки, ошибочно решив, что один человек выражает окончательное решение всех людей, одновременно и неожиданно для всех остальных покинули замки и подняли восстание, перед уходом повредив большую часть важной техники. Люди оказались не готовы к такому событию. Их сформировавшаяся за века спокойствия философия была слишком утопичной, возвышенной и оторванной от реальности. Джентльмены сочли выше своего достоинства обращать внимание на мятеж низших существ и не смогли организовать сопротивления. В результате меки легко захватили почти все замки и уничтожили всех их обитателей, включая фанов и пейзанов.
Только жители последнего замка, Хагедорна, смогли организоваться благодаря отдельным молодым и энергичным личностям. Хотя замок и был взят на непродолжительное время и многие люди были убиты, в конце концов, оставшиеся без питательного сиропа меки вынуждены были принять предложение людей и прекратить восстание в обмен на возвращение на свою родную планету.